# Garrigues, Tarn
Garrigues är en kommun i departementet Tarn i regionen Occitanien i södra Frankrike. Kommunen ligger i kantonen Lavaur som tillhör arrondissementet Castres. År 2022 hade Garrigues 317 invånare.

## Befolkningsutveckling
Antalet invånare i kommunen Garrigues
| Referens: INSEE |